# Bertram
Bertram er en børnefilm fra 2008 instrueret af Lara Gardarsdottir efter eget manuskript.

## Handling
Drengen Bertram har en ustyrlig fantasi.